# Saturnino M. Laspiur
Saturnino M. Laspiur är en ort i Argentina.   Den ligger i provinsen Córdoba, i den centrala delen av landet, 500 km nordväst om huvudstaden Buenos Aires. Saturnino M. Laspiur ligger 114 meter över havet och antalet invånare är 2 316.
Terrängen runt Saturnino M. Laspiur är mycket platt. Runt Saturnino M. Laspiur är det glesbefolkat, med 14 invånare per kvadratkilometer.. Saturnino M. Laspiur är det största samhället i trakten.
Trakten runt Saturnino M. Laspiur består till största delen av jordbruksmark.